# مثلث سرپینسکی

مثلث سرپینسکی

مثلث سرپینسکی که با الگوریتمی تصادفی تولید شده‌است.

مثلث سرپینسکی (به انگلیسی: Sierpiński triangle) (در زبان لهستانی شرپینسکی تلفظ می‌شود) فراکتالی به شکل کلی یک مثلث متساوی الاضلاع است که به‌طور بازگشتی به مثلث‌های متساوی الاضلاع کوچک‌تری تقسیم شده‌است. این فراکتال یکی از نمونه‌های پایه‌ای مجموعهٔ خود متشابه است؛ که به افتخار ریاضی‌دان لهستانی واتسواف شرپینسکی نام‌گذاری شده‌است؛ ولی قرن‌ها قبل از کار سرپینسکی به عنوان الگوی تزئینی استفاده می‌شد.

## ساخت
روش‌های زیادی برای ساختن مثلث سرپینسکی وجود دارد.

### حذف مثلث‌ها

ترسیم مرحله به مرحلهٔ مثلث سرپینسکی

مثلث سرپینسکی را می‌توان مثلث متساوی الاضلاع با پاک کردن زیرمجموعه‌های مثلثی و تکرار این عمل می‌توان ساخت:
1. با یک مثلث متساوی الاضلاع شروع کنید.
2. این مثلث را به چهار مثلث همنهشت کوچک‌تر تقسیم کنید و مثلث مرکزی را حذف کنید.
3. اعمال مرحلهٔ دوم را روی مثلث‌های باقی مانده اجام دهید.

هر مثلث پاک شده از نظر توپولوژی، مجموعه‌ای باز است.